# 北伐阵亡将士纪念塔
28°11′00″N 112°55′59″E / 28.18333°N 112.93306°E
北伐阵亡将士纪念塔位于中国湖南省长沙市岳麓区岳麓山进山门楼前百余米处，2003年被列为湖南省文物保护单位。
1932年成嘉森所编《岳麓小志》记载，五轮塔“民国十三年（1924年），为赵恒惕主省政府时所建”。据1927年《大公报》记载：1927年2月12日，时任国民革命军第八军军长兼湖南省主席的唐生智为纪念北伐战争中的阵亡将士，曾在五轮塔前举行公祭仪式。原有五轮塔在“文革”时期已毁，现在的五轮塔是在2001年由香港鸿仪股份有限公司捐资120万元于原址所修复。塔身由宝珠形、半月、三角、圆、方等堆叠而成，上游梵文所写的“空、风、火、水、地”。塔基正面刻“先烈光明”四字。